# Rosenheim–Salzburg-vasútvonal
A Rosenheim–Salzburg-vasútvonal egy 88,6 km hosszú, normál nyomtávolságú, kétvágányú, 15 kV, 16,7 Hz-cel villamosított vasútvonal Rosenheim (Németország) és Salzburg (Ausztria) között. A vonatok maximális sebessége 160 km/h. A vonal része a transzeurópai vasúthálózatnak, kapcsolatot teremt Párizs és Budapest/Pozsony között.
A vasútvonalat 1858 és 1860 között építették meg.
A közeljövő tervei között szerepel, hogy a vasútvonalon a két város közötti jelenlegi másfél órás menetidőt egy óra alá csökkentsék le.

## Forgalom

### Regionális forgalom
| Vonatnem | Útvonal                                                                   | Ütem             |
| -------- | ------------------------------------------------------------------------- | ---------------- |
| M        | München – Rosenheim – Traunstein – Freilassing – Salzburg                 | óránként         |
| RB       | (Landshut –) Mühldorf – Freilassing – Salzburg                            | bizonyos vonatok |
| S3       | Bad Reichenhall – Freilassing – Salzburg – Golling-Abtenau – (Saalfelden) | óránként         |

Ezen kívül még az Salzburgi S-Bahn S3 és S4 járata 20 percenként.

### Távolsági forgalom
| Járat | Útvonal | Ütem         |
| ----- | --- | ------------ |
| IC 26 | Königssee: Hamburg-Altona – Hamburg – Hannover – Göttingen – Kassel-Wilhelmshöhe – Fulda – Würzburg – Augsburg – München Ost – Rosenheim – Berchtesgaden                                | egy vonatpár |
| EC 32 | Wörthersee: (Münster (Westf) –) Dortmund – Essen – Düsseldorf – Köln – Koblenz – Frankfurt – Mannheim – Heidelberg – Stuttgart – Augsburg – München – Rosenheim – Salzburg – Klagenfurt | egy vonatpár |
| EC 60 | Karlsruhe – Stuttgart – Ulm – Augsburg – München – Rosenheim – Salzburg | egy vonatpár |
| EC 62 | Frankfurt – Heidelberg – Stuttgart – vagy Saarbrücken – Mannheim – Stuttgart – Ulm – Augsburg – München – Rosenheim – Salzburg (– Klagenfurt / Graz / Linz)                             | kétóránként  |
| RJ 90 | München – (Rosenheim –) Salzburg – Wien Westbf – Budapest Keleti pályaudvar | kétóránként  |
| RJ    | (Zürich – Bregenz –) Bludenz – Innsbruck – Salzburg – Bécs – Budapest | kétóránként  |

A vasútvonalon 2008 óta közlekednek a közvetlen München-Budapest Railjet járatok.